# Bicho e Bruxo
Bicho e Bruxo é um projecto musical de estilo kuduro criado em 2019, onde fazem parte três artistas angolanos e um agente musical, nomeadamente Bicho (Kilson Andrade Ulo, também conhecido como Angolano Muito Burro), Bruxo (José Dias, também conhecido como Melodia) ambos vocalistas, Mário Andrade Ulo (mais conhecido por Angolano Muito Burro Jr.) como bailarino e Edgar Andrade Ulo como agente musical. 

## Biografia
Os quatros integrantes do projecto têm o grau de parentesco de irmãos, sendo o Bruxo o mais velho de todos, seguido por Bicho,  Edgar e Mário.
O projecto deu início à sua carreira com a música “Palanganza Que Não Acaba”, que em dois anos teve perto de 1 milhão de visualizações no YouTube, algo inedito no estilo kuduro.
A característica principal do projecto é o lançamento das músicas associadas a uma coreografia que é fundamental para a popularidade da música nas festas e na internet.
Após a primeira música, o projecto lançou também “Degue Degue” e “Sambala Que Não Acaba” produzidas por Téo No Beat. 
Bicho e Bruxo é um projecto independente. Sendo que sua principal fonte de divulgação sempre foi a internet.
Músicas lançadas
- Palanganza Que Não Acaba (2020)
- Degue Degue (2021)
- Sambala Que Não Acaba (2022)

## Prêmios e indicações
| Ano  | Concurso              | Categoria     | Indicação                | Resultado |
| ---- | --------------------- | ------------- | ------------------------ | --------- |
| 2021 | Angola Music Awards   | Melhor Kuduro | Palanganza Que Não Acaba | Indicado  |
| 2021 | Globos de Ouro        | Melhor Kuduro | Palanganza Que Não Acaba | Indicado  |
| 2021 | Top dos mais queridos | Melhor Kuduro | Palanganza Que Não Acaba | Indicado  |